# 黑体高原鳅
黑体高原鳅（学名：Triplophysa obscura）为輻鰭魚綱鯉形目條鳅科高原鳅属的鱼类。在中国，分布于黄河上游和嘉陵江支流白龙江上游等，本魚體延長, 頭部些微扁長形, 吻略短的超過頭部的眼眶後部份, 眼大, 口下位, 唇具乳突，觸鬚3對，尾部的邊緣微凹的﹐側線完整, 身體裸露的沒有任何的鱗片，體長可達14.4公分，背鰭硬棘3枚;背鰭軟條7枚;臀鰭硬棘2枚;臀鰭軟條5枚;脊椎骨37個。该物种的模式产地在黄河上游和嘉陵江的支流白龙江上游。

## 扩展阅读
維基物種上的相關：黑体高原鳅
- 黄河土著鱼类列表